# Elecciones municipales de 2015 en Vélez-Málaga
Las elecciones municipales de 2015 se celebraron en Vélez-Málaga el domingo 24 de mayo, de acuerdo con el Real Decreto de convocatoria de elecciones locales en España dispuesto el 30 de marzo de 2015 y publicado en el Boletín Oficial del Estado el día 31 de marzo. Se eligieron los 25 concejales del pleno del Ayuntamiento de Vélez-Málaga.

## Resultados
Los resultados completos correspondientes al escrutinio definitivo se detallan a continuación:
| Candidatura                                                     | Votos   | %                               | Concejales                      |
| --------------------------------------------------------------- | ------- | ------------------------------- | ------------------------------- |
| Partido Popular (PP)                                            | 12 555  | 37,09                           | 10                              |
| Partido Socialista Obrero Español de Andalucía (PSOE-A)         | 9274    | 27,39                           | 8                               |
| Izquierda Unida Los Verdes-Convocatoria por Andalucía (IULV-CA) | 2548    | 7,53                            | 2                               |
| Grupo Independiente Pro Municipio de Torre del Mar (GIPMTM)     | 2396    | 7,08                            | 2                               |
| Partido Andalucista (PA)                                        | 2286    | 6,75                            | 2                               |
| Ciudadanos-Partido de la Ciudadanía (C´s)                       | 1903    | 5,62                            | 1                               |
| Sumemos Vélez-Málaga                                            | 1255    | 3,71                            | 0                               |
| Unión de Ciudadanos Independientes (UCIN)                       | 557     | 1,65                            | 0                               |
| Ciudadanos Por Su Pueblo (CPSP)                                 | 338     | 1                               | 0                               |
| Unión Progreso y Democracia (UPyD)                              | 277     | 0,82                            | 0                               |
| Votos en blanco                                                 | 464     | 1,37                            | n/a                             |
| Votos válidos                                                   | 33 389  | 100,00                          | 25                              |
| Votos nulos                                                     | 348     | Participación: \| \| 58,99 % \| | Participación: \| \| 58,99 % \| |
| Votantes                                                        | 34 201  | Participación: \| \| 58,99 % \| | Participación: \| \| 58,99 % \| |
| Electores                                                       | 57 980  | Participación: \| \| 58,99 % \| | Participación: \| \| 58,99 % \| |
|                                                                 | 58,99 % |                                 |                                 |

## Candidatos
| Partido político |                                   |
| Partido político | Candidato                         |
| ---------------- | --------------------------------- |
| PP               | Francisco Ignacio Delgado Bonilla |
| PSOE             | Antonio Moreno Ferrer             |
| IU               | Miguel Ángel Sánchez Díaz         |
| GIPMTM           | Jesús Carlos Pérez Atencia        |
| PA               | Marcelino Méndez-Trelles Ramos    |
| Cs               | José Antonio Moreno Ocón          |
| Sumemos          | María Gamez Moreno                |
| UCIN             | Elías García Pérez                |
| CPSP             | Juan Robles Moreno                |
| UPyD             | Ricardo Mercado Gamez             |

1. ↑  Escisión de IU

## Concejales electos
Relación de concejales electos:
| N.º | Nombre                            | Partido |
| --- | --------------------------------- | ------- |
| 1   | Francisco Ignacio Delgado Bonilla | PP      |
| 2   | Jesús Lupiáñez Herrera            | PP      |
| 3   | María Concepción Labao Moreno     | PP      |
| 4   | Emilio Martín Sánchez             | PP      |
| 5   | Carmen Lidia Sarmiento Sarmiento  | PP      |
| 6   | Antonio José Martín Fernández     | PP      |
| 7   | Manuel Gutiérrez Fernández        | PP      |
| 8   | Rocío Ruiz Narváez                | PP      |
| 9   | Miguel Ángel Molina Ruiz          | PP      |
| 10  | María Lourdes Piña Martín         | PP      |
| 11  | Antonio Moreno Ferrer             | PSOE    |
| 12  | Cynthia García Perea              | PSOE    |
| 13  | Juan Carlos Márquez Pérez         | PSOE    |
| 14  | Ana María Campos García           | PSOE    |
| 15  | Sergio Hijano López               | PSOE    |
| 16  | María Santana Delgado             | PSOE    |
| 17  | Juan Carlos Ruiz Pretel           | PSOE    |
| 18  | Lorena Páez Muñoz                 | PSOE    |
| 19  | Miguel Ángel Sánchez Díaz         | IULV-CA |
| 20  | Alicia María Pérez Gallardo       | IULV-CA |
| 21  | Jesús Carlos Pérez Atencia        | GIPMTM  |
| 22  | Alejandro David Vilches FernándeZ | GIPMTM  |
| 23  | Marcelino Méndez-Trelles Ramos    | PA      |
| 24  | María José Roberto Serrano        | PA      |
| 25  | José Antonio Moreno Ocón          | C´s     |

## Conformación de Gobierno
| Candidato             | Fecha                                                   | Voto |    |   |   |   |   |   | Total |
| --------------------- | ------------------------------------------------------- | ---- | -- | - | - | - | - | - | ----- |
| Antonio Moreno Ferrer | 13 de junio de 2015 Mayoría requerida: Absoluta (13/25) | Sí   |    | 8 | 2 | 2 | 2 |   | 14/25 |
| Antonio Moreno Ferrer | 13 de junio de 2015 Mayoría requerida: Absoluta (13/25) | No   | 10 |   |   |   |   | 1 | 11/25 |

El 13 de junio de 2015, el candidato del PSOE Antonio Moreno Ferrer obtuvo la mayoría absoluta de los votos del nuevo pleno (13 concejales) y fue por tanto investido alcalde del municipio gracias a los votos de PSOE, GIPMTM, PA y IU (este último no entró en el gobierno municipal).

## Equipo de gobierno
| Cargo | Nombre                            | Partido |
| --- | --------------------------------- | ------- |
| Alcalde del Excelentísimo Ayuntamiento de Vélez-Málaga, Policía Local, Protección Civil y Movilidad, Urbanismo y Servicios Operativos                                      | Antonio Moreno Ferrer             | PSOE    |
| Segunda Teniente de Alcalde, Concejal Delegada de Cultura y Patrimonio, Participación Ciudadana y Educación                                                                | Cynthia García Perea              | PSOE    |
| Quinto Teniente de Alcalde, Concejal Delegado de Presidencia, Secretaría General y Régimen Interior, Intervención General, Tesorería Municipal, Asesoría Jurídica          | Juan Carlos Márquez Pérez         | PSOE    |
| Sexta Teniente de Alcalde, Teniente de Alcalde de Mezquitilla y Lagos y concejal Delegada de Parque Tecnoalimentario, Agricultura y Pesca, Juventud y Comercio e Industria | María Santana Delgado             | PSOE    |
| Concejala Delegada del Alcalde para los núcleos de Trapiche y Triana y Concejala Delegada de Informática, Innovación Tecnológica y Reprografía                             | Ana María Campos García           | PSOE    |
| Concejal Delegado de Mayor y Ferias y Fiestas | Sergio Hijano López               | PSOE    |
| Concejal Delegado de Infraestructuras y Servicios Generales | Juan Carlos Ruiz Pretel           | PSOE    |
| Concejala Delegada de Bienestar Social e Igualdad | Lorena Páez Muñoz                 | PSOE    |
| Tercer Teniente de Alcalde, Teniente de Alcalde de Torre del Mar y concejal Delegado de Turismo y Playas                                                                   | Jesús Carlos Pérez Atencia        | GIPMTM  |
| Cuarto Teniente de Alcalde, Teniente de Alcalde de Caleta y concejal Delegado de Vivienda y Aparcamientos y Empresas públicas municipales                                  | Alejandro David Vilches Fernández | GIPMTM  |
| Concejal Delegado de Servicios Generales y Medio Ambiente, Primer Teniente de Alcalde y Teniente de Alcalde de Almayate, Valle-Niza y Cajiz.                               | Marcelino Méndez-Trelles Ramos    | PA      |
| Séptima Teniente de Alcalde, Teniente de Alcalde de Benajarafe y Chilches y Concejala Delegada de Deportes y Empresa y Empleo                                              | María José Roberto Serrano        | PA      |
| Octavo Teniente de Alcalde y concejal Delegado de Recursos Humanos, Responsabilidad Patrimonial, Contratación Administrativa y Patrimonio                                  | José Antonio Moreno Ocón          | C´s     |